# Georg VI av Georgien
Georg VI av Georgien, född på 1200-talet, död 1313, var en georgisk monark. Han var kung i kungariket Georgien mellan 1311 och 1313.